# Sally Rand
Sally Rand (Elkton, 3 aprile 1904 – Glendora, 31 agosto 1979) è stata un'attrice e ballerina statunitense.

## Biografia
Nata nello stato del Missouri con il nome di Helen Harriet Beck. Nel 1927 vinse l'edizione di quell'anno del premio WAMPAS Baby Stars, un'iniziativa pubblicitaria promossa negli Stati Uniti dalla Western Association of Motion Picture Advertisers, che premiava ogni anno tredici ragazze giudicate pronte ad iniziare una brillante carriera nel cinema.
Si sposò più volte:
- Clarence Robbins (?–?)
- Thurkel Greenough (1941–?)
- Harry Finkelstein (1949–1950)
- Fred Lalla (1954–?)

Morì nel 1979 all'età di 75 anni a Glendora.

## Riconoscimenti
- WAMPAS Baby Stars 1927

## Filmografia
- Court Plaster, regia di Gilbert Pratt - cortometraggio (1924)
- La regina della moda (The Dressmaker from Paris), regia di Paul Bern (1925)
- Fifth Avenue Models, regia di Svend Gade (1925)
- The Texas Bearcat, regia di B. Reeves Eason (1925)
- La strega di York (The Road to Yesterday), regia di Cecil B. DeMille (1925) - non accreditata
- Sangue indiano (Braveheart), regia di Alan Hale (1925)
- Bachelor Brides, regia di William K. Howard (1926)
- Sunny Side Up, regia di Donald Crisp (1926)
- Gigolo, regia di William K. Howard (1926)
- Man Bait, regia di Donald Crisp (1927)
- The Night of Love, regia di George Fitzmaurice (1927)
- Getting Gertie's Garter, regia di E. Mason Hopper (1927)
- Il veliero trionfante (The Yankee Clipper), regia di Rupert Julian (1927) - non accreditata
- Il re dei re (The King of Kings), regia di Cecil B. DeMille (1927) - non accreditata
- His Dog, reia di Karl Brown (1927)
- The Fighting Eagle, regia di Donald Crisp (1927)
- Galloping Fury, reia di B. Reeves Eason (1927)
- Heroes in Blue, regia di Duke Worne (1927)
- Una donna contro il mondo (A Woman Against the World), regia di George Archainbaud (1928)
- Crashing Through, regia di Tom Buckingham (1928)
- Nameless Men, regia di Christy Cabanne (1928)
- Capitan Barbablù (A Girl in Every Port), regia di Howard Hawks (1928) - non accreditata
- The Czarina's Secret, regia di Roy William Neill - cortometraggio (1928)
- Golf Widows, regia di Erle C. Kenton (1928)
- Black Feather, regia di John Ince (1928)
- Il segno della croce (The Sign of the Cross), regia di Cecil B. DeMille (1932) - non accreditata
- Hotel Variety, regia di Raymond Cannon (1933)
- Bolero, regia di Wesley Ruggles (1934)
- The Big Show, regia di Mack V. Wright e Joseph Kane (1936)
- Sunset Murder Case, regia di Louis J. Gasnier (1938)